# Антоновский мост
Антоновский мост (укр. Антонівський міст) — автодорожный железобетонный балочный мост через реку Днепр на Украине, соединявший посёлок Антоновка (пригород Херсона) с городом Алёшки (ранее Цюрупинск) на левом берегу. Разрушен 11 ноября 2022 года в ходе российского вторжения на Украину.
Общая протяжённость моста составляет 1366 м, ширина — 25 м, ширина проезжей части — 20,5 м, пешеходные тротуары с двух сторон по 1,5 м. Мост 30-пролётный. За сутки по нему проезжали десять с половиной тысяч автомобилей.
До строительства моста автотранспорт на левобережье в Херсонской области мог попасть либо через плотину Каховской ГЭС, либо паромом Херсон — Голая Пристань. Открытие моста сократило передвижение по дорогам между Херсоном и южными районами левобережья на 80—100 км, стоимость перевозки тонны груза уменьшилась в пять раз.
Первоначально планировалось через мост пустить троллейбусную линию из Херсона в Цюрупинск, но она так и не была достроена.

## История

### Строительство
В начале 1977 года на правом берегу Днепра были закончены разведывательные работы. В мае 1977 года коллектив мостостроителей николаевского отряда № 73 ордена Ленина мостостроительного треста № 1 приступил к сооружению моста. В проекте были задействованы херсонские предприятия, а также студенты, которые провели на стройке свой трудовой семестр.
21 декабря 1985 года состоялись испытания моста. 55 гружённых песком КамАЗов-самосвалов группой в 5 рядов проехали по мостовому переходу со стороны Цюрупинска в сторону Херсона. Испытания прошли успешно. 24 декабря мост сдан в эксплуатацию.
Авторы проекта — главный инженер по подходам А. Дерменжи, главный инженер проекта моста Б. Мариков, инженеры И. Воронцов и Н. Виноградова, главный архитектор проекта Г. Копанс, архитектор А. Тасалов.

### Вторжение России на Украину (с 2022)
Антоновский мост первый раз был обстрелян наступающими российскими войсками 25 февраля 2022 года — на второй день после начала вторжения России на Украину. 26 февраля произошёл бой за контроль над мостом с применением артиллерии и авиации.
19 июля 2022 года вооружённые силы Украины нанесли удар по мосту из американской системы залпового огня HIMARS.
Обстрелы моста стали регулярными. После атаки ночью с 26 на 27 июля мост признали непригодным для использования и закрыли по нему проезд. В сентябре замглавы оккупационной администрации Херсонской области Кирилл Стремоусов заявлял, что восстанавливать мост в настоящее время нет смысла.
11 ноября 2022 года при отступлении российской армии с правобережной части Херсонской области было разрушено несколько пролётов моста.